# Desejado Lima da Costa
Desejado Lima da Costa (Bolama 31 de Janeiro de 1956 — Lisboa, 22 de Outubro de 2012, foi um sindicalista e político da Guiné-Bissau.
Desejado Lima foi Secretário-Geral Uniao Nacional dos Trabalhadores da Guiné-Bissau (UNTG) desde janeiro de 1994.
Durante seu percurso como dirigente sindical, foi preso nos regimes de Nino vieira e dr. Kumba Yalá. Após cumprir seu mandato na UNTG, foi convidado a exercer o importante e polémico cargo de Presidente da Comissão Nacional de Eleições (CNE) em 2009. Foi vitima de vários atentados e mais tarde viria a morrer por envenenamento[carece de fontes?].